# Volta a la Comunitat Valenciana 2025
La Volta a la Comunitat Valenciana 2025, settantaseiesima edizione della corsa e valevole come prima prova dell'UCI ProSeries 2025 categoria 2.Pro, si svolse in 5 tappe dal 5 al 9 febbraio 2025, su un percorso di 665 km, con partenza da Orihuela e arrivo a Valencia, in Spagna. La vittoria fu appannaggio del colombiano Santiago Buitrago, il quale completò il percorso in 16h17'43", alla media di 40,858 km/h, precedendo il portoghese João Almeida e lo spagnolo Pello Bilbao.

## Tappe
| Tappa  | Data       | Percorso                              | km  | Vincitore di tappa | Leader cl. generale |
| ------ | ---------- | ------------------------------------- | --- | ------------------ | ------------------- |
| 1ª     | 5 febbraio | Orihuela > Orihuela (cron. a squadre) | 34  | Lidl-Trek          | Mathias Vacek       |
| 2ª     | 6 febbraio | La Nucia > Benifato                   | 166 | Santiago Buitrago  | Mathias Vacek       |
| 3ª     | 7 febbraio | Algemesí > Alpuente                   | 180 | Iván Romeo         | João Almeida        |
| 4ª     | 8 febbraio | Oropesa del Mar > Portell de Morella  | 181 | Santiago Buitrago  | Santiago Buitrago   |
| 5ª     | 9 febbraio | Alfafar > Valencia                    | 104 | Jonathan Milan     | Santiago Buitrago   |
| Totale | Totale     | Totale                                | 665 |                    |                     |

## Squadre e corridori partecipanti
| N.      | Cod. | Squadra                       |
| ------- | ---- | ----------------------------- |
| 1-7     | UAD  | UAE Team Emirates             |
| 11-17   | TBV  | Bahrain Victorious            |
| 21-27   | RBH  | Red Bull-Bora-Hansgrohe       |
| 31-37   | JAY  | Team Jayco AlUla              |
| 41-47   | MOV  | Movistar Team                 |
| 51-57   | LTK  | Lidl-Trek                     |
| 61-67   | IWA  | Intermarché-Wanty             |
| 71-77   | ADC  | Alpecin-Deceuninck            |
| 81-87   | IGD  | Ineos Grenadiers              |
| 91-97   | PTV  | Team Polti VisitMalta         |
| 101-107 | VBF  | VF Group-Bardiani CSF-Faizanè |

| N.      | Cod. | Squadra                |
| ------- | ---- | ---------------------- |
| 111-117 | EUS  | Euskaltel-Euskadi      |
| 121-127 | BBH  | Burgos-Burpellet-BH    |
| 131-137 | CJR  | Caja Rural-Seguros RGA |
| 141-147 | EKP  | Equipo Kern Pharma     |
| 151-157 | Q36  | Q36.5 Pro Cycling Team |
| 161-167 | WB2  | Wagner Bazin WB        |
| 171-177 | TNN  | Team Novo Nordisk      |
| 181-187 | IPT  | Israel-Premier Tech    |
| 191-197 | IBA  | Illes Balears Arabay   |
| 201-207 | PEC  | Project Echelon Racing |
| 211-217 | PTL  | Petrolike              |

## Dettagli delle tappe

### 1ª tappa
- 5 febbraio: Orihuela > Orihuela – Cronometro a squadre – 34 km

Risultati
| Pos. | Squadra           | Tempo  |
| ---- | ----------------- | ------ |
| 1    | Lidl-Trek         | 39'19" |
| 2    | Team Jayco AlUla  | a 46"  |
| 3    | UAE Team Emirates | a 50"  |

| Pos. | Corridore      | Squadra | Tempo  |
| ---- | -------------- | ------- | ------ |
| 1    | Mathias Vacek  | Lidl    | 39'19" |
| 2    | Jonathan Milan | Lidl    | s.t.   |
| 3    | Daan Hoole     | Lidl    | s.t.   |

### 2ª tappa
- 6 febbraio: La Nucia > Benifato – 166 km

Risultati
| Pos. | Corridore         | Squadra | Tempo    |
| ---- | ----------------- | ------- | -------- |
| 1    | Santiago Buitrago | Bahrain | 4h07'54" |
| 2    | Pello Bilbao      | Bahrain | a 9"     |
| 3    | João Almeida      | UAE     | a 13"    |

| Pos. | Corridore         | Squadra | Tempo    |
| ---- | ----------------- | ------- | -------- |
| 1    | Mathias Vacek     | Lidl    | 4h48'10" |
| 2    | João Almeida      | UAE     | a 2"     |
| 3    | Santiago Buitrago | Bahrain | a 5"     |

### 3ª tappa
- 7 febbraio: Algemesí > Alpuente – 180,3 km

Risultati
| Pos. | Corridore         | Squadra  | Tempo    |
| ---- | ----------------- | -------- | -------- |
| 1    | Iván Romeo        | Movistar | 4h26'15" |
| 2    | Santiago Buitrago | Bahrain  | a 10"    |
| 3    | João Almeida      | UAE      | s.t.     |

| Pos. | Corridore         | Squadra | Tempo    |
| ---- | ----------------- | ------- | -------- |
| 1    | João Almeida      | UAE     | 9h14'30" |
| 2    | Santiago Buitrago | Bahrain | a 2"     |
| 3    | Pello Bilbao      | Bahrain | a 21"    |

### 4ª tappa
- 8 febbraio: Oropesa del Mar > Portell de Morella – 181 km

Risultati
| Pos. | Corridore         | Squadra | Tempo    |
| ---- | ----------------- | ------- | -------- |
| 1    | Santiago Buitrago | Bahrain | 4h53'29" |
| 2    | Jonathan Milan    | Lidl    | a 6"     |
| 3    | Jakob Söderqvist  | Lidl    | s.t.     |

| Pos. | Corridore         | Squadra | Tempo     |
| ---- | ----------------- | ------- | --------- |
| 1    | Santiago Buitrago | Bahrain | 14h07'51" |
| 2    | João Almeida      | UAE     | a 18"     |
| 3    | Pello Bilbao      | Bahrain | a 39"     |

### 5ª tappa
- 9 febbraio: Alfafar > Valencia – 104,2 km

Risultati
| Pos. | Corridore        | Squadra | Tempo    |
| ---- | ---------------- | ------- | -------- |
| 1    | Jonathan Milan   | Lidl    | 2h09'52" |
| 2    | Jake Stewart     | Israel  | s.t.     |
| 3    | Giovanni Lonardi | Polti   | s.t.     |

| Pos. | Corridore         | Squadra | Tempo     |
| ---- | ----------------- | ------- | --------- |
| 1    | Santiago Buitrago | Bahrain | 16h17'43" |
| 2    | João Almeida      | UAE     | a 18"     |
| 3    | Pello Bilbao      | Bahrain | a 39"     |

## Evoluzione delle classifiche
| Tappa              | Vincitore          | Classifica generale Maglia gialla | Classifica a punti Maglia verde | Classifica scalatori Maglia a pois | Classifica giovani Maglia bianca | Classifica a squadre  |
| ------------------ | ------------------ | --------------------------------- | ------------------------------- | ---------------------------------- | -------------------------------- | --------------------- |
| 1ª                 | Mathias Vacek      | Mathias Vacek                     | non assegnato                   | non assegnato                      | Mathias Vacek                    | Lidl-Trek             |
| 2ª                 | Santiago Buitrago  | Mathias Vacek                     | Santiago Buitrago               | Pello Bilbao                       | Mathias Vacek                    | Bahrain Victorious    |
| 3ª                 | Iván Romeo         | João Almeida                      | Santiago Buitrago               | Santiago Buitrago                  | Iván Romeo                       | Team Polti VisitMalta |
| 4ª                 | Santiago Buitrago  | Santiago Buitrago                 | Santiago Buitrago               | Jon Agirre                         | Iván Romeo                       | Bahrain Victorious    |
| 5ª                 | Jonathan Milan     | Santiago Buitrago                 | Santiago Buitrago               | Jon Agirre                         | Carlos Rodríguez                 | Bahrain Victorious    |
| Classifiche finali | Classifiche finali | Santiago Buitrago                 | Santiago Buitrago               | Jon Agirre                         | Carlos Rodríguez                 | Bahrain Victorious    |

Maglie indossate da altri ciclisti in caso di due o più maglie vinte
- Nella 2ª tappa Jonathan Milan ha indossato la maglia bianca al posto di Mathias Vacek.
- Nella 3ª tappa Carlos Rodríguez ha indossato la maglia bianca al posto di Mathias Vacek.
- Nella 4ª tappa Pello Bilbao ha indossato la maglia a pois al posto di Santiago Buitrago.
- Nella 5ª tappa Pello Bilbao ha indossato la maglia verde al posto di Santiago Buitrago.

## Classifiche finali

### Classifica generale - Maglia gialla
| Pos. | Corridore         | Squadra  | Tempo     |
| ---- | ----------------- | -------- | --------- |
| 1    | Santiago Buitrago | Bahrain  | 16h17'43" |
| 2    | João Almeida      | UAE      | a 18"     |
| 3    | Pello Bilbao      | Bahrain  | a 39"     |
| 4    | Thymen Arensman   | Ineos    | a 42"     |
| 5    | Brandon McNulty   | UAE      | a 53"     |
| 6    | Carlos Rodríguez  | Ineos    | a 54"     |
| 7    | J. Alveiro Cepeda | Movistar | a 1'00"   |
| 8    | Iván Romeo        | Movistar | a 1'07"   |
| 9    | Jai Hindley       | Red Bull | a 1'31"   |
| 10   | Ben O'Connor      | Jayco    | a 1'37"   |

### Classifica a punti - Maglia verde
| Pos. | Corridore         | Squadra | Tempo |
| ---- | ----------------- | ------- | ----- |
| 1    | Santiago Buitrago | Bahrain | 70    |
| 2    | Jonathan Milan    | Lidl    | 45    |
| 3    | Pello Bilbao      | Bahrain | 44    |
| 4    | João Almeida      | UAE     | 41    |
| 5    | Thymen Arensman   | Ineos   | 30    |

### Classifica scalatori - Maglia a pois
| Pos. | Corridore         | Squadra   | Punti |
| ---- | ----------------- | --------- | ----- |
| 1    | Jon Agirre        | Euskaltel | 28    |
| 2    | Diego Uriarte     | Kern      | 21    |
| 3    | Santiago Buitrago | Bahrain   | 19    |
| 4    | João Almeida      | UAE       | 18    |
| 5    | Hugo Houle        | Israel    | 17    |

### Classifica giovani - Maglia bianca
| Pos. | Corridore        | Squadra  | Tempo     |
| ---- | ---------------- | -------- | --------- |
| 1    | Carlos Rodríguez | Ineos    | 16h18'37" |
| 2    | Iván Romeo       | Movistar | a 13"     |
| 3    | Lenny Martinez   | Bahrain  | a 1'03"   |
| 4    | Pablo Castrillo  | Movistar | a 1'58"   |
| 5    | Davide Piganzoli | Polti    | a 2'02"   |

### Classifica a squadre
| Pos. | Squadra                 | Tempo     |
| ---- | ----------------------- | --------- |
| 1    | Bahrain Victorious      | 47h35'04" |
| 2    | Ineos Grenadiers        | a 2'01"   |
| 3    | Movistar Team           | a 2'24"   |
| 4    | UAE Team Emirates       | a 3'01"   |
| 5    | Red Bull-Bora-Hansgrohe | a 15'32"  |